# Ізергін Михайло Ілліч
Михаи́ло Ілліч Ізергін (31 липня 1875, Ізюм — 21 листопада 1953, Париж, Франція) — полковник Генерального штабу. Учасник Російсько-японської війни, Першої світової війни, Білого руху під час Громадянської війни у Росії.

## Біографія
Народився 31 липня 1875 року у місті Ізюмі, у родині особистого почесного громадянина цього міста, поміщика Харківської губернії.
Закінчив Харківське міське реальне училище, потім вступив до Київського військового училища, яке закінчив у 1899 році.
Після закінчення училища отримав призначення до Туркестанського військового округу у 2-й Закаспійський залізничний батальйон.
Брав участь у російсько-японській війні 1904—1905 років, на посаді командира роти.
У 1908 році закінчив два класи Миколаївської академії Генерального штабу.
У 1914 році був зарахований до Генерального штабу. З перших днів Першої світової війни, Михайло Ілліч — у діючій армії. Обіймав ряд командних та штабних посад, брав участь у боях на Північно-Західному фронті та у Карпатах. За мужність та героїзм, проявлені у боях, отримав декілька бойових нагород.
З 1917 року у чині підполковника.
Після жовтневого перевороту, Михайло Ілліч нетривалий час служив у штабі армії гетьмана Скоропадського, потім вступив до білої Добровольчої армії з 1918 року.
Служив на штабних посадах у Кавказській армії генерала Врангеля та користувався його особистою довірою. Коли у червні 1919 року на прохання адмірала Колчака, Врангель вирішив відрядити групу офіцерів свого штабу на Східний фронт, то для зв'язку зі штабом окремої Уральської армії вибір його впав на Ізергіна. 3 липня 1919 року через Гур'єв той прибув до штабу Уральської армії та вступив до розпорядження її командувача та отамана Уральського Козачого Війська генерала Толстова. 13 серпня 1919 року, за наказом командувача прийняв командування 1-м Уральським корпусом, замість хворого генерала Савельєва М. А..
Складно сказати, чому велике козацьке формування очолив не хтось з місцевих, відомих та авторитетних козацьких офіцерів, а відряджений на Урал штабний офіцер зв'язку від Кавказської армії. Відповідь на це питання не дає ані сам Ізергин М. І. у своїх мемуарах-спогадах, ані наявні у розпорядженні дослідників документи. Можливо, визначальну роль зіграли особисті та службові якості полковника Ізергіна. Він мав цінний практичний досвід командування великими військовими з'єднаннями, особливо в умовах відступу, а також досвід штабного планування будучи полковником Генштабу, який добре зарекомендував себе у роки Великої війни. Не виключено, що це призначення було погоджено з генералом Врангелем, який користувався великим авторитетом у козачих колах. Так чи інакше, ставши командиром 1-го Уральського корпусу, Михайло Ілліч зайняв одну з ключових посад у Уральській армії.
На початку вересня 1919 року він розробив та підготував план, а 5 вересня 1919 року здійснив рейд на Лбіщенськ, де знаходився штаб 25-ї стрілецької дивізії Червоної армії на чолі з її начальником Чапаєвим В. І.. У результаті нападу штаб був розгромлений, Чапаєв, Батурін та велика кількість особового складу загинули. Ці події були ним докладно описані у спогадах, частина яких з невеликими скороченнями була опублікована під назвою «Рейд на Лбіщенськ» (Грані. 1989. № 151. С. 167—207).
У зв'язку із загальним відступом армії Колчака та посиленням тиску переважаючих сил червоних, 27 листопада 1919 року залишив Лбіщенськ, а через місяць, в кінці грудня, захворів тифом та здав командування Уральським корпусом. Прибув з відступаючими частинами до Гур'єва, звідки із залишками Уральської армії, дивом виживши у виснажливому зимовому поході, добрався до форту Олександрівський. У лютому 1920 року був в числі інших перевезений Каспійською флотилією ЗСПР до Петровську (Махачкала), звідки потім через міста Баку та Батум прибув до Криму в розпорядження штабу генерала Врангеля.
У жовтні 1920 року одержав призначення на посаду начальника пересування військ у прифронтовій смузі і разом з підлеглим йому залізничним батальйоном, брав участь у останніх боях у листопаді 1920 року.
Під час кримської евакуації Михайло Ілліч пережив трагедію, втративши родину — дружину та двох дочок. Разом з ними полковник Ізергін прибув на севастопольську пристань, де зібрався великий натовп. Червоні наближалися до міста і почалася паніка. Ізергіну необхідно було ненадовго відлучитися, щоб оформити місця на пароплав. Він залишив дружину з дочками, суворо наказавши їм нікуди не йти. Коли ж він повернувся, то своєї родини на пристані не знайшов — вони як у воду канули…
Остаток життя Ізергін М. І. провів у Франції, проживаючи у Ніцці, де перебував викладачем фізики, математики, креслення, гімнастики та інспектором у російській гіимназії «Александріно». У 1929 році одружився з Татіщевою Марією Володимирівною (1890—1967), дочкою графа Татіщева Володимира Сергійовича.
Під час Другої світової війни переїхав до Курбевуа на північний схід від Парижа, де і помер 19 листопада 1953 року. Похований на російському кладовищі у Сент-Женев'єв де Буа.